# Elecciones generales de Gibraltar de 1959
Elecciones generales tuvieron lugar en Gibraltar en 1959. La Asociación para el Avance de Derechos Civiles se mantuvo como el partido mayoritario en la legislatura, obteniendo tres de siete escaños.

## Sistema electoral
La legislatura fue elegida por representación proporcional.

## Resultados
| Partido                                       | Votos | % | Escaños | +/– |
| --------------------------------------------- | ----- | - | ------- | --- |
| Asociación para el Avance de Derechos Civiles |       |   | 3       | –1  |
| Independientes                                |       |   | 4       | +2  |
| Total                                         |       |   | 7       | 0   |
| Fuente: McHale                                |       |   |         |     |